# 島ひろ子
島 ひろ子（しま ひろこ、1946年6月24日 - ）は、日本の女優。東京都出身。血液型はA型。身長158cm、体重56kg。宝井プロジェクト所属。旧芸名は志麻 ひろ子

## 来歴
1963年の第11期東映ニューフェイスに合格し、東映へ入社。同期には堀田真三・弥永和子がいる。

## 出演

### テレビドラマ
日本テレビ
- 名探偵コナン 工藤新一への挑戦状（2011年） - 宮野勝代
- 3.11 その日、石巻で何が起きたのか〜6枚の壁新聞（2012年） - 外処の母

TBS
- キャプテンウルトラ（1967年、東映） - マユミ隊員
- 電光超人グリッドマン（1993年） - 貴婦人
- 天までとどけ（1996年） - 岩松加代子
- 青い鳥（1997年） - 秋本繁美
- 温泉へ行こう（2002年） - 坂本久美子
- またのお越しを（2003年） - 秋山郁子
- タイガー＆ドラゴン 第6話（2005年5月20日） - どん吉の母 役
- GM〜踊れドクター（2010年） - 土井和子

フジテレビ
- アフリカの夜（1999年） - 仲居
- ショカツ（2000年） - 真喜多智恵子
- 金曜エンタテイメント
  - 「宝石調査員 九条薫 備前～倉敷・サファイア連続殺人事件」（2000年） - パーティー参加者 役
- 真実一路（2003年） - 木村正人の母
- 遅咲きのヒマワリ〜ボクの人生、リニューアル〜（2012年） - 豊田純子
- 女医・倉石祥子1（2012年） - 松崎ときえ
- 福家警部補の挨拶（2014年） - 曽根量子

NET→テレビ朝日
- ジャイアントロボ（1968年、東映） - 先生
- 法医学教室の事件ファイル 第1シリーズ（1992年） - 若月冴子 役
- 眠れぬ夜を抱いて（2002年） - 柳島志保子
- はみだし刑事情熱系 第7シリーズ（2003年） - 門倉知子 役
- 氷の華（2008年） - 杉野妙子
- 交渉人〜THE NEGOTIATOR〜（2009年） - 東条珠代
- 土曜ワイド劇場
  - 法医学教室の事件ファイル（1996年） - 中屋光子の母

### 映画
- 刑事(デカ) （1964年、東映） - 矢野昌子 役 ※志麻ひろ子名義
- 二百三高地（1980年）
- 君を忘れない（1995年）
- プリズンホテル（1996年） - 若林志保 役
- 金融腐蝕列島（1999年） - 久山夫人 役
- 修羅の群れ（2002年） - 中田しずえ 役
- きけ、わだつみの声 Last Friends（2003年） - 相原守の母 役
- レディ・ジョーカー（2004年） - 城山玲子 役